# غلیظ‌تر از آب
غلیظ‌تر از آب (انگلیسی: Thicker than Water) یک فیلم کمدی آمریکایی به کارگردانی ادوارد سجویک است که در سال ۱۹۳۵ منتشر شد.

## بازیگران
- استن لورل
- اولیور هاردی
- جیمز فینلیسون
- دافنی پولارد
- اد براندنبورگ
- بالدوین کوک
- بس فلاور
- چارلی هال
- آلن کاون
- لستر دُر
- هری بوون
- گلادیس گیل